# Ridderhaven
De Ridderhaven is de haven van de Nederlandse plaats Ridderkerk. De haven is gelegen aan de westzijde van de Noord tegenover Kinderdijk.
Ten zuiden van de haven liggen de natuurgebieden Ridderkerkse griend en De Gorzen. De haven wordt gebruikt voor de pleziervaart en de beroepsvaart. Aan de zuidkant zijn ligplaatsen voor pleziervaart. Aan de noordkant zit een containeroverslagterminal en een zand-, grond- en grindbedrijf.